# 謝相
謝相（15世紀—16世紀），字大卿，江西撫州府金谿縣人，明朝政治人物。

## 生平
謝相是嘉靖十六年（1537年）中舉人，三十二年（1553年）中會試副榜，獲授東安知縣，當初饑荒時，官員偽造戶口冒領災糧，繼任者就按籍征賦，人民為此困苦，他呈報此事後得減戶千三百；江華苗族人叛亂，朝廷借用東安班銀協餉成定制，他又為此請辨免處。縣裡張某殺四人棄屍，下獄三年未能判決，他祈禱於神，得四人屍所在而能判刑。
之後謝相升任廣西全州知州，但被為妒忌者抑壓，落級補任房縣知縣；房縣軍產比民產多逾一倍，他上請平均編配，並時常帶領諸生拜尹伯奇、黃香墓，教化儒術，在任內去世，東安、房縣人民都奉他入祀名宦，縣內入祀鄉賢。

## 引用
1. 1 2  道光《金谿縣志·卷十一·宦業》：謝相，字大卿，常樂人，舉嘉靖十六年鄉試，萬厯十一年【嘉靖三十二年】中會試副榜，授湖廣東安知縣。初歲祲，吏偽增戶口冒振，繼者遂按籍征賦，民甚困；相為請，得減戶千三百。江華苗叛，所司借東安班銀協餉，遂成歲額，相為辨免；邑張某殺四人棄其屍，獄三年不決，相禱於神得屍所在。擢廣西全州知州，為忌者所抑，復落級補湖廣房縣知縣；房軍產倍於民而役不及，相由請均編，時率諸生拜尹伯奇、黃香墓，諭以儒術，文學大起。卒於任，東安、房縣皆祀之名宦，邑祀鄉賢。 采《明史》